# 穆罕默德·瓦利·阿齊
穆罕默德·瓦利·阿齊 （阿拉伯语：‎，1950年—） 是有争议的独立国家阿拉伯撒哈拉民主共和国的现任总理，由卜拉欣·加利总统于2018年2月4日任命，接替阿卜杜勒-卡迪尔·塔利卜·奥马尔，奥马尔自2003年底以来一直担任总理。
瓦利·阿齊于1950年出生在当地的首府阿尤恩，当时称为西属撒哈拉的首府。